# 가가속도
가가속도(加加速度, 영어: jerk) 또는 가속도 변화율(加速度變化率)은 가속도가 변하는 정도를 나타내는 물리량이다. 가속도와 마찬가지로 벡터를 사용해 나타낸다. SI 단위로는 m/s3를 사용한다.
많은 경우, 운동의 분석에서 가속도까지를 고려하는 것으로 충분하기 때문에, 가가속도는 자주 사용되지는 않는다. 그러나 공학에서 승차감을 고려할 때 쓰인다. 
영어권에서는 jerk뿐만 아니라 jolt, surge, lurch 등등 분야별로 다양한 이름으로 불린다.
가가속도를 시간에 대해서 미분하면 가가가속도가 나오고 한번 더 시간에 대해서 미분하면 가가가가속도가 나오고 한번 더 시간에 대해서 미분하면 가가가가가속도가 나온다.

## 정의
수학적으로 가가속도는 가속도를 시간으로 미분한 것으로 정의된다.
{\displaystyle \mathbf {j} ={\frac {d\mathbf {a} }{dt}}={\frac {d^{2}\mathbf {v} }{dt^{2}}}={\frac {d^{3}\mathbf {r} }{dt^{3}}}}
여기서
{\displaystyle \mathbf {a} } : 가속도
{\displaystyle \mathbf {v} } : 속도
{\displaystyle \mathbf {r} } : 변위
{\displaystyle t} : 시간
이다.

## 같이 보기
- 변위
- 속도
- 가속도
- 가가가속도
- 가가가가속도
- 가가가가가속도